# گزارش (فیلم ۲۰۱۹)
گزارش (انگلیسی: The Report) یک فیلم در ژانر درام به کارگردانی اسکات زد. برنس است که در سال ۲۰۱۹ منتشر شد.

## بازیگران
- آدام درایور
- آنت بنینگ
- جان هم
- کوری استول
- متیو ریس
- جنیفر موریسون
- تیم بلیک نلسون
- بن مک‌کنزی
- تد لواین
- مایکل سی هال
- مورا تیرنی
- دومینیک فوموسا
- نوآ بین
- داگلاس هاج
- کوری استول
- جان روثمن
- کارلوس گومز
- اسکات شپرد
- سارا گلدبرگ